# Ива Кусумасумантри
Ива Кусумасумантри (индон. Iwa Koesoemasoemantri, Iwa Kusumasumantri) (31 мая 1899, Чиамис — 27 ноября 1971, Джакарта) — индонезийский политический деятель. Занимал посты министра обороны (1953—1955) и министра по социальным вопросам (1945). Национальный герой Индонезии.

## Ранние годы жизни
Ива Кусумасумантри родился 31 мая 1899 года в западнояванском городе Чиамис. После окончания нидерландской начальной школы поступил в Школу для государственных служащих из числа коренных жителей (ОСВИА; индон. Opleidingsschool Вур Inlandse Ambtenaren, OSVIA) в Бандунге. Будучи недовольным тем, что в обучение в ОСВИА проходило по европейским стандартам, без учёта индонезийских традиций, Ива отчислился из этой школы и переехал в Батавию, где поступил в местную юридическую школу. В Батавии он вступил в молодёжную национально-освободительную организацию Jong Java.
В 1921 году Ива окончил юридическую школу и продолжил учебу в Лейденском университете в Нидерландах; там он вступил в национально-освободительную организацию Индонезийский союз и стал одним из его активистов. В своих выступлениях он призывал сплотиться всех индонезийцев, независимо от расы, вероисповедания и классовой принадлежности, для достижения независимости своей страны от Нидерландов, отказавшись при этом от любого сотрудничества с колонизаторами. В 1925 году Ива приехал в Советский Союз, где в течение полутора лет обучался в Коммунистическом университете трудящихся Востока в Москве. В СССР он был некоторое время женат на украинской женщине по имени Анна Иванова; в этом браке у супругов родилась дочь Сумира Дингили (индон. Sumira Dingli).

## Участие в национально-освободительном движении
В 1927 году Ива вернулся в Индонезию, устроившись там на работу юристом. Тогда же он вступил в ряды Национальной партии Индонезии. Позже он переехал в город Медан на севере Суматры, где основал газету «Матахари Тербит» (индон. Matahari Terbit — Восходящее солнце); в своих публикациях эта газета выступала в защиту прав трудящихся и критиковала политику голландских предпринимателей, владевших обширными плантациями в районе Медана. Публикации в Матахари Тербит, а также попытка организации профсоюза стали причиной ареста Ивы колониальными властями в 1929 году. Проведя год в тюрьме, Ива был сослан на остров Банда-Нейра (крупнейший из островов Банда). За десять лет, проведённых в ссылке, Ива стал набожным мусульманином, сохранив при этом убеждённость в правильности марксистского учения. В ссылке он встречался со многими известными деятелями национально-освободительного движения — такими, как Мохаммад Хатта, Сутан Шарир и Чипто Мангункусумо. После освобождения Ива вернулся в Батавию; во время японской оккупации Индонезии он открыл там юридическую фирму и дал, с согласия оккупационной администрации, несколько публичных лекций по вопросам национализма.

## В независимой Индонезии
Когда лидеры национально-освободительного движения начали поднимать вопрос об объявлении независимости Индонезии, Ива предложил использовать для этого термин «провозглашение» (индон. proklamasi); именно этот термин был употреблён в Декларации независимости Индонезии, принятой 17 августа 1945 года. Также Ива принял участие в разработке Конституции Индонезии.
С 31 августа по 14 ноября 1945 года Ива входил в состав президентского кабинета министров, занимая в нём пост министра социальных дел. В 1946 году стал одним из руководителей «Союза борьбы» — национально-патриотической организации, возглавляемой Таном Малака. После событий 3 июля 1946 года, когда «Союз борьбы» предпринял попытку государственного переворота, подвергся аресту вместе с другими лидерами Союза.
С 1949 года, когда была провозглашена независимости Республики Соединённые Штаты Индонезии (РСШИ), и до 1950 года, когда РСШИ была преобразована в унитарное государство, Ива был депутатом парламента РСШИ — Совета народных представителей. С 1953 по 1955 года Ива был министром обороны в первом кабинете Али Састроамиджойо. В 1957 году он стал ректором Университета Панджаджаран в Бандунге. С 1963 по 1964 год был министром в Четвёртом рабочем кабинете.
После ухода из политики Ива написал несколько монографий на исторические темы: «Правовая революция в Индонезии» (индон. Revolusi Hukum di Indonesia), «История индонезийской революции» в трёх томах (индон. Sejarah Revolusi Indonesia) и «Принципы политики» (индон. Pokok-Pokok Ilmu Politik).
Ива Кусумасумантри скончался 27 ноября 1971 года в Джакарте и был похоронен на кладбище Карет Бивак. 6 ноября 2002 года он был провозглашён Национальным героем Индонезии. По мнению индонезийского историка Асви Вармана Адама, провозглашение Ивы национальным героем не состоялось ранее из-за того, что проводивший антикоммунистическую политику режим Сухарто отрицательно относился к связям Ивы с коммунистом Таном Малака.